# Indult
En droit canonique de l'Église catholique, l'indult (en latin : indultum) est une dérogation à la loi, accordée par un membre de la hiérarchie de l'Église catholique qui dispense du droit commun de l’Église catholique, soit à une communauté de fidèles, soit à un particulier.
Un indult permet de déroger au droit canon. Ainsi, le Code de droit canonique catholique de 1983 prévoit (canon (en) 686) la possibilité, pour une raison grave, d'accorder à un religieux un indult d'exclaustration, c'est-à-dire l'autorisation temporaire de vivre hors de sa communauté religieuse.
Un indult permet d'accorder des privilèges financiers ; ainsi, Clément XII accorda à Louis XV la disposition des bénéfices consistoriaux de Lorraine et du Barrois en 1740.
D'autres types de privilèges existent : ainsi en 1870, faute de pouvoir les rémunérer, Pie IX accorda par indult apostolique aux zouaves pontificaux le droit de pouvoir consommer de la viande les jours de Carême, ainsi qu'à leurs commensaux. Cet indult fut renouvelé à plusieurs reprises, notamment en 1899, et se prolongea jusqu'à la mort du dernier zouave en 1952.
Parmi les indults les plus connus, il y a celui que le pape Jean-Paul II accorda pour célébrer la liturgie selon le rite tridentin, par l'indult spécial Quattor abhinc annos en 1984, confirmé en 1988 dans la lettre apostolique Ecclesia Dei. Cet indult fut remplacé en 2007 par Benoit XVI avec le Motu proprio Summorum Pontificum.